# Eurybia radula
Eurybia radula е вид многогодишно тревисто растение от семейство Сложноцветни (Asteraceae). Видът е незастрашен от изчезване.

## Разпространение
Eurybia radula е разпространен в източната част на Северна Америка, от Нюфаундленд и Лабрадор в североизточната част на Канада, до Онтарио на запад, и на юг до Кентъки и Вирджиния в Съединените щати.